# Norman Selfe
Norman Selfe (Teddington (Reino Unido); 9 de diciembre de 1839 – Sídney; 15 de octubre de 1911) fue un ingeniero, arquitecto naval, inventor, visionario urbano y polémico defensor de la educación técnica. Pero décadas antes de que se construyera el Harbour Bridge existente, Sydney estuvo cerca de construir un puente voladizo de acero diseñado por Selfe a través del puerto con su pie norte en McMahons Point. Como presidente de la Junta de Educación Técnica, Norman Selfe luchó apasionadamente por el establecimiento de un sistema independiente de educación técnica, para atender las necesidades de una sociedad en rápida industrialización.
Ingenieros aprendices
Norman Selfe tenía 15 años cuando llegó con su familia al Semi-Circular Quay de Sídney en enero de 1855. Selfe fue aprendiz del maestro de hierro Peter Nicol Russell, en cuya firma se convirtió en dibujante en jefe incluso antes de terminar sus artículos de aprendizaje, permaneciendo allí hasta 1864. En 1859, cuando PN Russell & Co se expandió a un sitio en Barker Street cerca de la cabeza de Darling Harbour, el joven Norman elaboró planos para las nuevas obras y el muelle, y supervisó su construcción. En PN Russell & Co, realizó varias innovaciones en el diseño y la construcción de dragas para 'profundizar nuestros puertos y ríos', algo de crucial importancia para la industria de principios de Sydney.
En PN Russell & Co, realizó varias innovaciones en el diseño y la construcción de dragas para 'profundizar nuestros puertos y ríos', algo de crucial importancia para la industria de principios de Sydney. Más tarde recordó el éxito de Plutón, una de sus dragas compradas por el gobierno

## Inventor e ingeniero integral
El niño fue reconocido aún más en 1861 cuando la importante revista británica The Engineer publicó ilustraciones de los diseños de Selfe para máquinas de refrigeración. Una de estas máquinas se instaló en la primera fábrica de hielo de Sydney, detrás del Royal Hotel en George Street, una de las primeras plantas de refrigeración comercial del mundo. Las décadas que siguieron a la llegada de Selfe a Australia fueron años decisivos en el desarrollo de la tecnología de refrigeración, y Selfe estuvo estrechamente involucrado en su evolución. El impacto de la refrigeración en la colonia y el comercio mundial de alimentos no puede subestimarse.
En la propia Sydney, la refrigeración cambió las prácticas comerciales y provocó la desaparición final de las lecherías de la ciudad. Selfe se convirtió en una autoridad internacional en ingeniería de refrigeración, escribiendo artículos y finalmente un libro de texto definitivo sobre el tema, publicado en Estados Unidos en 1900. Después de PN Russell, Selfe se asoció con su exjefe James Dunlop. En 1869, Norman Selfe recibió el cargo de ingeniero jefe y dibujante en Mort's Dock and Engineering Company en Balmain, un trabajo impresionante y desafiante para un joven, incluso uno con la tremenda habilidad y energía de Selfe.
Después de dejar Mort's en 1877, Selfe dirigió una práctica privada como ingeniero consultor con reputación de versatilidad y originalidad. Hasta su viaje al extranjero en 1884-185, operó desde una oficina en 141 Pitt Street. Cuando regresó, estableció una nueva oficina en Lloyd's Chambers en 348 George Street. En 1891 se tomaron nuevas habitaciones en 279 George Street, donde operó su consultoría hasta su muerte en 1911.

## Diseñador de puentes

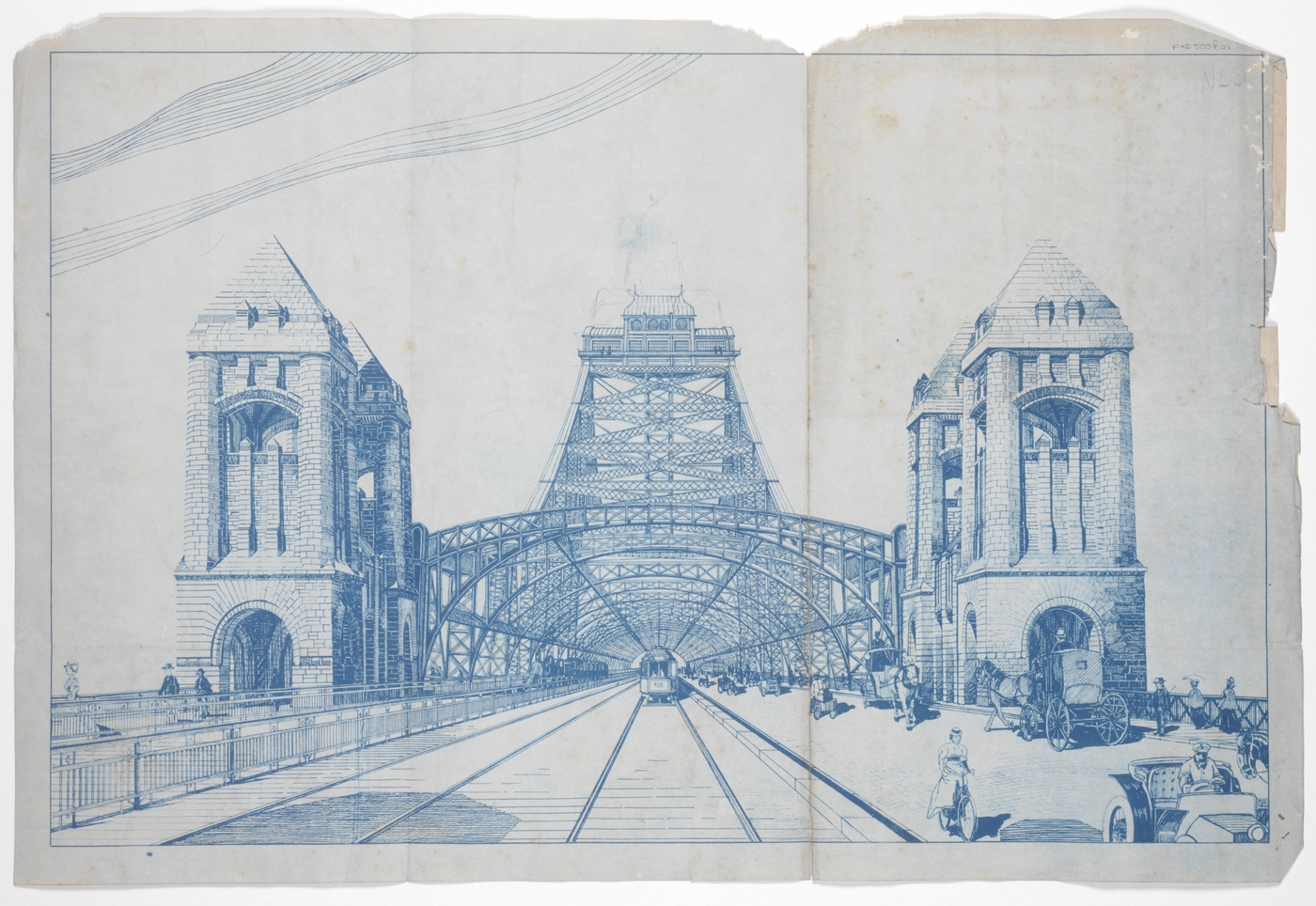
Plano de Norman

Selfe presentó un diseño para un puente colgante y ganó el segundo premio de £ 500. En 1902, cuando el resultado de la primera competencia se vio envuelto en una controversia, Selfe ganó una segunda competencia absoluta, con un diseño para un puente voladizo de acero. Pero la versión de Norman Selfe de un puente portuario para Sydney, que se extiende desde Dawes Point hasta McMahons Point, estaba destinada a permanecer en el papel. Para gran indignación de Selfe, el Departamento de Obras Públicas, sin embargo, mantuvo sus cálculos y dibujos, e incluso los copió e imprimió.

## Arquitectura
Finalmente, en 1907, el departamento se puso en contacto con Selfe y le pidió que recogiera sus dibujos, pero todavía se negaba a devolver los cálculos. Selfe nunca recibió el premio de £ 1,100, ni se le pagó por su trabajo, que calculó en más de £ 20,000. De todos los elementos de la Biblioteca Mitchell relacionados con Norman Selfe , quizás el más revelador sea su enorme colección de postales con puentes de todo el mundo. En 1908, Selfe desempolvó sus preciosos planos del puente para Sydney una vez más, presentando nuevas propuestas basadas en el antiguo diseño a la Comisión Real de Comunicación entre Sydney y North Sydney.

### La historia importa

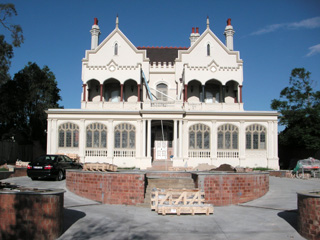

Norman Selfe estaba interesado en la historia de Australia en un momento en que pocos otros lo estaban. La sociedad tuvo un comienzo inestable, con una asistencia 'miserable' a conferencias y reuniones, donde los primeros artículos entregados por Selfe incluyeron 'Un siglo de Sydney Cove' y 'Algunas notas sobre los molinos de viento de Sydney'. y Norman Selfe es célebre como uno de sus pioneros.